# نو (تئاتر)
نو (به ژاپنی: Nō ،能) همچنین نوگاکو (به ژاپنی: Nōgaku ،能楽) 

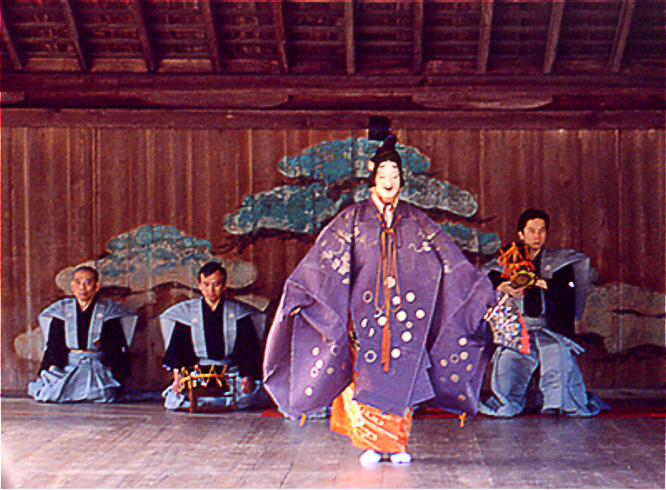
اجرای نو

نوعی تئاتر سنتی ژاپنی است. به‌طور سنتی نوازندگان موسیقی و بازیگران آن را مردان تشکیل می‌دادند اما از آغاز قرن بیستم روند ورود زنان به عرصهٔ بازیگری این تئاتر سنتی ژاپنی آغاز و به‌طور پیوسته افزایش یافت. اغلب بازیگران اصلی آن نقابی بر چهرهٔ خود می‌نهند که به شیته موسوم است. موضوع‌های اصلی نمایش‌ها را معمولاً داستانهای اساطیر ژاپنی یا چینی یا ادبیات ژاپنی تشکیل می‌دهند ولی امروزه موضوع‌های روز نیز در نو به نمایش کشیده می‌شوند.

تئاتر نو در قرن ۱۴ میلادی توسط کانامی کیوتسوگو و فرزندش زِآمی موتوکیو ابداع شد. در آن زمان بازیگران نو همزمان نویسندگان قطعات نمایش نیز بودند. زِآمی موتوکیو یکی از مشهوزترین ایده پردازان نو است.

در دورهٔ زمانی اِدو، مابین قرون ۱۶ تا ۱۹ میلادی، بازیگری و تماشای نو امتیاز ویژه‌ای برای طبقهٔ سامورایی‌ها محسوب می‌شد و بازیگران رتبه‌های موروثی سامورایی داشتند. مهم‌ترین مدارس بازیگری نو عبارت بودند از: 観世, کانزه; 宝生, هوشو; با金春, کُمپارو; و 金剛, کونگو، که بازیگران را برای بازی در نقش‌های گوناگون تعلیم می‌دادند؛ موسیقی مختص نو و بازیگران نقش مکمل نیز از این مدارس آغاز شد. این سیستم که به ایه موتو موسوم است امروزه نیز به کار خود ادامه می‌دهد. در دورهٔ مِیجی البته مدرسهٔ بازیگری دیگری به آن چهار مدرسه با امتیازات برابر افزوده شد که کیتا(喜多) نام دارد.

نو به‌طور سنتی همراه با نوعی نمایش کمدی ژاپنی بنام کیوگِن اجرا می‌شود. در سال ۲۰۰۱ این دو تحت عنوان نوگاکو در فهرست میراث فرهنگی و معنوی بشر به ثبت رسید.

بازیگران تئاتر نو شرح می‌دهند که چگونه حس مکان را گم میکنند و به چه دشواری میتوانند تعادل خود را حفظ کنند، چرا که سوراخ‌های چشمِ نقاب‌های آن‌ها بسیار تنگ است. این یکی از دلایل لغزنده راه رفتنِ خاص آنهاست، که در آن هرگز چشم را از کف اتاق برنمی‌دارند.

## موضوع‌ها و داستان‌ها

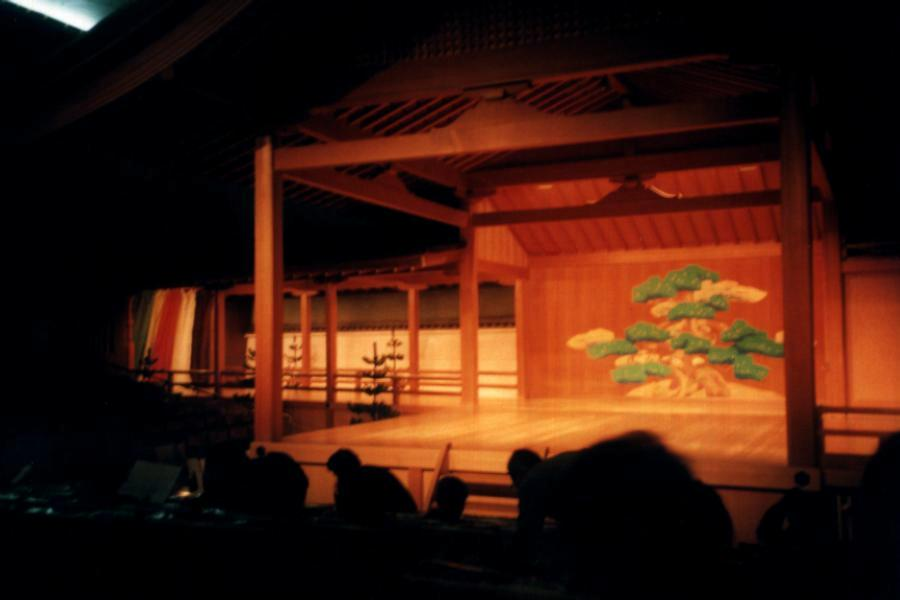
صحنهٔ نمایش نو

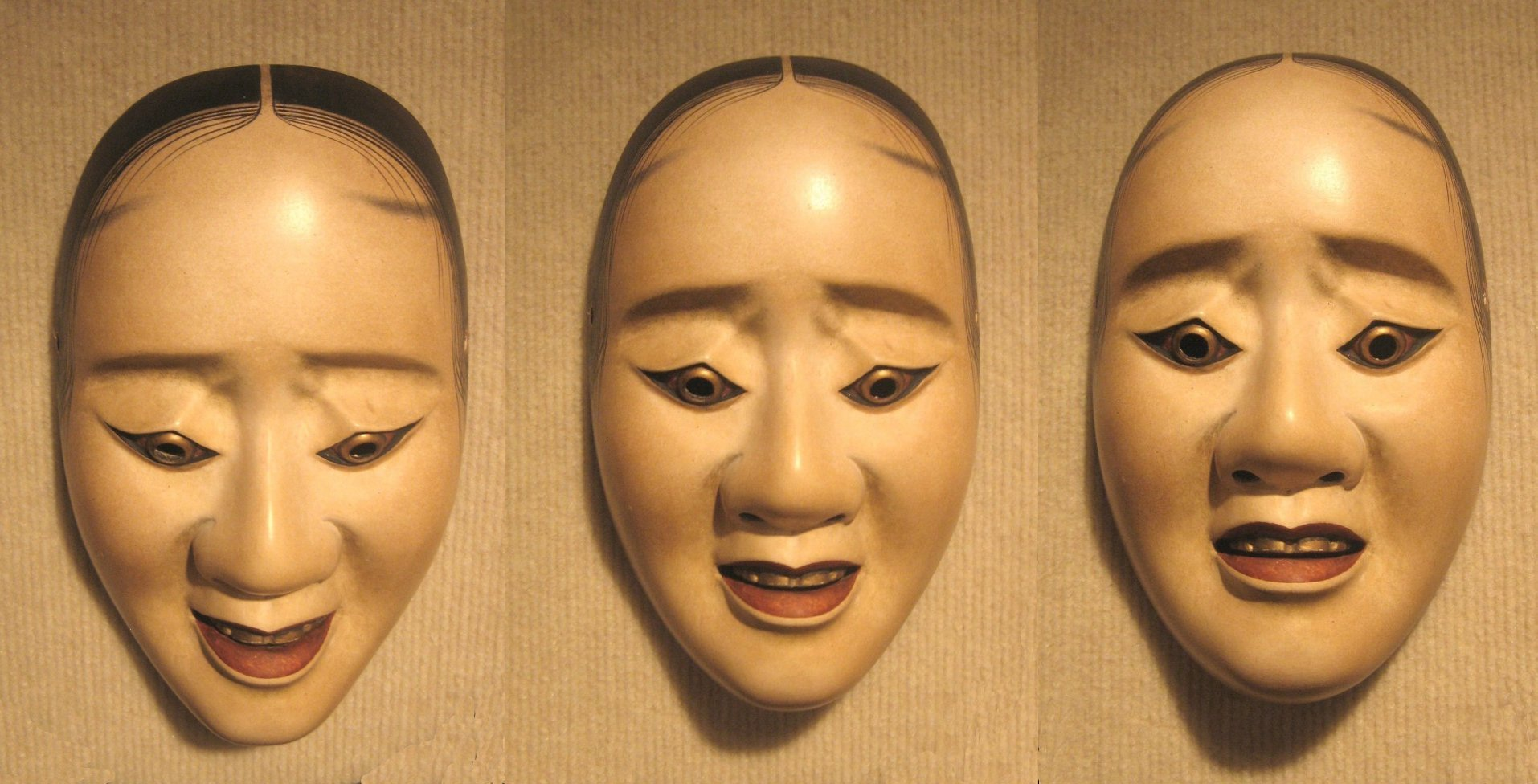
نمونه‌ای از ماسک‌های تئاتر نو

موضوع‌ها در قطعات نمایشی نو به زمینه های نمایشی زیر تقسیم بندی می‌شوند:
1. درام الهی: قطعه‌ای دربارهٔ ایزد یا ایزدبانوهای ژاپنی، باشندگان اساطیری بیگانه یا یک خدای آسمانی.
2. درام بشری: قطعه‌ای اغلب با داستانی توام با جنگ و نبرد و درسهای اخلاقی برای یادآوری معنای حقیقی زندگی.
3. درام زنانه: قطعه‌ای دربارهٔ زنی زیبا یا یک معشوقه.
4. درام جنون: قطعه‌ای دربارهٔ مسائل جاری روز و چالشهای رایج زندگی.
5. درام هیولا: قطعه‌ای که در آن هیولایی به نام اُنی ظاهر می‌شود و نبرد بین نیروهای خیر و شر.